# Natalja Žukova
Natalja Oleksandrivna Žukova (in ucraino Наталя Олександрівна Жукова?; Dresda, 5 giugno 1979) è una scacchista ucraina, Grande maestro.
Ottenne il titolo di Grande Maestro Femminile nel 1997, e di Grande maestro assoluto nel 2010.

## Carriera

### Giovanili e juniores
Si mise in luce ottenendo ottimi risultati in diversi campionati giovanili:
- 1993 : vince il campionato europeo under-14
- 1994 : vince il campionato del mondo under-16 a Seghedino;  vince il campionato europeo under-16
- 1995 : seconda al campionato del mondo juniores femminile di Halle (Saale), con 9/12

### Risultati individuali
Nel 1996 vinse alla pari il campionato ucraino femminile.
Tra gli altri risultati:
- 1998 : vince il torneo femminile di Groningen;   = 1ª a Belgrado
- 1999 : vince il campionato femminile dell'Unione Europea a Nova Gorica
- 2000 : vince il campionato europeo femminile a Batumi

Nel novembre 2018 ha partecipato al Campionato del mondo femminile, nel quale viene eliminata al primo turno dalla cinese Ni Shiqun per 2½ - 3½ dopo gli spareggi a gioco rapido.

### Nazionale
Ha partecipato con la nazionale femminile ucraina a sette olimpiadi dal 1996 al 2008 (5 volte in prima scacchiera), conducendo l'Ucraina alla vittoria alle olimpiadi di Torino 2006. Alle olimpiadi di Dresda 2008 vinse l'argento sia di squadra che individuale.

## Vita privata
È stata sposata col grande maestro russo Aleksandr Griščuk, dal quale ha avuto una figlia, Maša.